# Миттеран, Даниэль
Даниэль Миттеран (фр. Danielle Mitterrand; 29 октября 1924, Верден, Мёз — 22 ноября 2011, Париж, Франция) — супруга президента Франции Франсуа Миттерана, первая леди Франции с 1981 по 1995 год, общественный деятель.
Во время Второй мировой войны была участницей движения Сопротивления, помогала Маки и была связной. Тогда же познакомилась с Франсуа Миттераном, с которым вступила в брак 28 октября 1944. От брака родилось три сына: Паскаль (умер в младенчестве в 1945), Жан-Кристоф (род. 1946) и Жильбер (род. 1949).

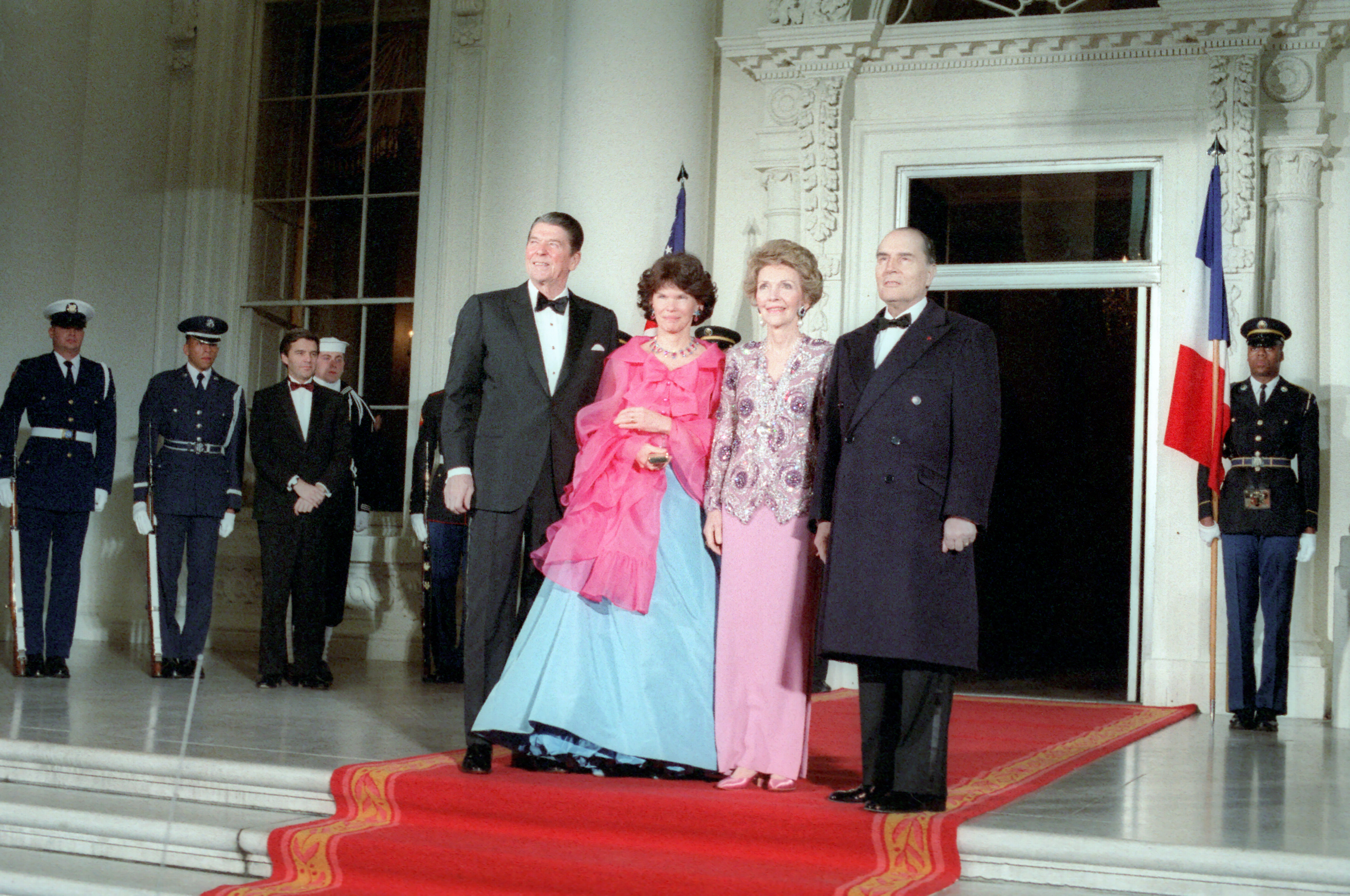
Президент США Рональд Рейган и Первая леди США Нэнси Рейган с Президентом Франции Франсуа Миттераном и Первой леди Франции Даниэль Миттеран

После президентских выборов 1981 году, стала первой леди Франции, сосредоточившись на общественной деятельности, в частности на организации гуманитарной помощи странам третьего мира.
В 1986 году она основала гуманитарную организацию «Франс Либерте — Фонд Даниэль Миттеран», которая занималась организацией помощи бездомным, которой руководила вплоть до своей смерти.
Активно поддерживала социалистическую революцию на Кубе, сандинистов в Никарагуа, сапатистов в Чьяпасе, движения за независимость Курдистана, Западной Сахары и Тибета; критиковала режим апартеида в ЮАР и нарушения прав человека в таких странах, как Марокко и Китай.
Почётный гражданин города Бишкек.